# 93 Samodzielna Brygada Zmechanizowana
93 Samodzielna Brygada Zmechanizowana „Chołodnyj Jar” (ukr. 93-тя окрема механізована бригада «Холодний Яр») – związek taktyczny Sił Zbrojnych Ukrainy.

## Historia
Związek taktyczny powstał 10 maja 1943 roku jako 93 Dywizja Strzelecka. W składzie 69 Armii przeszedł on szlak bojowy począwszy od bitwy pod Kurskiem, przez operację charkowską, wyzwolenie Donbasu, aż do operacji praskiej w 1945 roku. Za zasługi w wyzwalaniu Charkowa Dywizja otrzymała nazwę wyróżniającą „Charkowska”. Wojnę Dywizja zakończyła z tytułem wyróżniającym „Gwardyjska”, dwoma Orderami Czerwonego Sztandaru, Orderami Suworowa i Kutuzowa.
Po wojnie stacjonowała na Węgrzech w m. Kecskemét w składzie Południowej Grupy Wojsk. W 1957 roku 93 Gwardyjską Dywizję Strzelecką przemianowano na 93 Gwardyjską Dywizję Zmechanizowaną (z zachowaniem nazwy wyróżniającej i orderów).
W 1991 roku przemieszczono ją do obwodu dniepropietrowskiego, do m. Czerkaśke. Po rozpadzie ZSRR Dywizja weszła w skład Sił Zbrojnych Ukrainy.
W składzie SZ Ukrainy związek taktyczny zajmował się przygotowaniem kadr dla potrzeb misji zagranicznych. Szkolił żołnierzy dla potrzeb misji w byłej Jugosławii i Iraku, a także dla misji w Sierra Leone, Libii i Libanie. Na początku lat 2000. 93 Dywizja została przeformowana w 93 Brygadę Zmechanizowaną. W 2015 roku, na mocy decyzji prezydenta Ukrainy Petro Poroszenki pozbawiono ją tytułu wyróżniającego „Gwardyjska” oraz orderów, pozostawiając nazwę wyróżniającą „Charkowska”. 10 maja 2018 roku brygadzie nadano nową nazwę wyróżniającą „Chołodnyj Jar” oraz proporzec honorowy.

## Udział w konflikcie na wschodzie Ukrainy
Brygada brała udział w działaniach zbrojnych na wschodniej Ukrainie od 2014 roku, uczestnicząc w walkach o miejscowości: Sełydowe, Ukrajinśk, Karliwka, Netajłowo, Perwomajśke, Awdijiwka i Pisky. Pododdziały brygady uczestniczyły też w bitwie pod Iłowajskiem oraz w walkach o Debalcewo.
93 Samodzielna Brygada Zmechanizowana była jedną z tych, które jako pierwsze zajęły pozycje wokół Doniecka od strony lotniska. Razem z Prawym Sektorem i 3 batalionem ukraińskiego Specnazu przez wiele miesięcy utrzymywali lotnisko. W grudniu 2014 ukraińscy żołnierze z 93 Brygady Zmechanizowanej otrzymali obuwie polskiej armii od Tomasza Maciejczuka, wolontariusza fundacji Otwarty Dialog. Żołnierze 93 BZ oraz 95 Brygady Aeromobilnej za zasługi w toku działań bojowych otrzymali nadane przez media ukraińskie miano „Cyborgi”.

## Struktura organizacyjna (obecnie)
- Dowództwo i sztab
- 1 batalion zmechanizowany
- 2 batalion zmechanizowany
- 3 batalion zmechanizowany
- batalion czołgów
- brygadowa grupa artylerii:
  - 2 dywizjony artylerii samobieżnej
  - dywizjon artylerii rakietowej
  - dywizjon artylerii przeciwpancernej
- kompania strzelców wyborowych
- kompania rozpoznawcza
- węzeł łączności
- kompania walki radioelektronicznej
- kompania radiolokacyjna
- grupa zabezpieczenia inżynieryjnego
- kompania chemiczna
- kompania medyczna
- pluton komendancki

W skład brygady wchodzi także 20 samodzielny batalion piechoty zmotoryzowanej (dawny 20 ochotniczy batalion obrony terytorialnej „Dniepropietrowsk”).

## Dowódcy
- płk Ihor Boczarow (2001)
- płk Wołodymyr Karpenko (2010 – 2013)
- płk Ołeh Mikac (2013 – 2015)
- płk Władysław Kłoczkow (2015 – 2019)
- płk Dmytro Bryżynśkyj (2019 –)